# Homegate
Homegate ist ein Schweizer Immobilienmarktplatz mit Sitz in Zürich und den zusätzlichen Standorten Lausanne und Berlin. Homegate ist ein Brand der SMG Swiss Marketplace Group AG. Das Unternehmen ist darüber hinaus mit der Tochtergesellschaft ImmoStreet S.A. sowie den Plattformen alle-immobilien.ch und acheter-louer.ch am Markt präsent. Darüber hinaus betreibt Homegate eine Immobilien-Apps.

## Geschichte
Homegate wurde 2001 gegründet und ist neben dem Betrieb unter ihrer Marke auch mit der Tochtergesellschaften ImmoStreet S.A. sowie den Plattformen alle-immobilien.ch und acheter-louer.ch am Markt präsent. Am Unternehmenssitz Zürich und an den Standorten in Lausanne und Berlin bietet Homegate Dienstleistungen zur digitalen Immobiliensuche, digitalen Immobilienvermarktung, Immobilienfinanzierung, Produkt- und Webentwicklung, Datenbankmanagement sowie Sales und Marketing. Seit 2021 ist Homegate sowie die weiteren Plattformen Teil der SMG Swiss Marketplace Group AG.